# Малішевська Вікторія Антонівна
Вікторія Антонівна Малішевська (23 березня 1922, с. Шульцово, нині в межах Широколанівського полігону Миколаївської області), УРСР, СРСР — 30 січня 2010, м. Хайфа, Ізраїль) — радянський і український лікар, анатом Доктор медичних наук (1967), професор (1969).

## Життєпис
Народилася 23 березня 1922 року в селі Шульцово Миколаївського повіту (село зняте з обліку на початку 1950-х років, нині територія колишнього села є частиною Широколанівського військового полігону).
У 1944 році закінчила лікувальний факультет І-го Харківського медичного інституту, де була залишена аспірантом на кафедрі нормальної анатомії, яку очолював професр Р. Д. Синельников.
Під час Другої світової війни була військовим лікарем.
У 1945—1946 рр. служила в лавах Червоної Армії на посадах старшого лікаря, начальника лазарету.
З 1946 р. працювала асистентом кафедри нормальної анатомії Харківського, а з 1956 р. — Чернівецького медичного інститутів.
У 1952 р. захистила кандидатську дисертацію «Залози горла людини та деяких тварин», а в 1967 році — докторську дисертацію «Порівняльна ембріологія легень людини та деяких ссавців».
З 1966 р. — доцент, а з 1969 р. — професор кафедри нормальної анатомії. Упродовж 1968—1971 рр. за сумісництвом працювала проректором з наукової роботи інституту.
У 1970—1986 та 2000—2001 роках очолювала кафедру анатомії людини Чернівецького медичного інституту.
З 1997 по 2000 рік — професор кафедри топографічної анатомії та оперативної хірургії.
У 2001 році переїхала до Ізраїлю.

## Наукова та педагогічна діяльність
Досліджувала пренатальний морфогенез органів людини та деяких тварин.
Автор 58 наукових праць, двох свідоцтв на винаходи. Під її керівництвом виконані дві докторські та 8 кандидатських дисерацій.

### Праці
- К эволюционной анатомии желез глотки // Мат. к макро-, микроскопической анатомии. К., 1964
- Развитие желез глотки в онтогенезе человека // Арх. анатомии, гистологии и эмбриологии. 1964. Т. 47, вып. 11
- К вопросу о возрастных особенностях морфогенеза легких человека // Тр. 8-й науч. конф. по возраст. морфологии, физиологии, биохимии. Москва, 1971
- Формирование сосудистого русла вилочковой железы человека в пренатальном периоде онтогенеза // Тр. Крым. мед. ин-та. 1983. Т. 100 (співавт.)
- Взаємовідношення внутрішньоорганних венозних судин печінки новонароджених // УМА. 2001. № 3 (співавт.).

## Нагороди
Нагороджена медаллю «За доблесну працю», знаком «Відміннику охорони здоров'я СРСР». З нагоди 50-річчя Чернівецького медичного інституту її портрет занесено до галереї портретів фундаторів наукових шкіл Буковинської державної медакадемії.